# 사이버 조선왕조
사이버 조선왕조(Cyber 朝鮮王朝)는 조선시대 가상 사회와 역사를 중심 주제로 하는 대한민국의 인터넷 커뮤니티이다. 2000년 8월 15일에 개통한 후 여러 차례 사이트 개편을 거쳐 현재에 이르고 있다. 조선시대 관청의 연혁, 청사 배치도에 관한 자료가 특징이다.

## 구성
텍스트 위주의 게시판 약 100개로 구성되어 있으며, 크게 궁궐과 조정(관청), 지역(팔도)의 3개 부문으로 나뉘어 있다. 회원으로 가입하면 백성이 되며 과거 시험을 보거나 교육 기관에서 강의를 들을 수 있고, 관직에 진출하면 관원이 되어 임무를 수행하는 과정에서 품계 승진을 통해 판서와 같은 고위직에 오를 수 있다.
- 경복궁 : 왕실 인물이 활동하는 공간이다. 관직을 맡은 인물들이 출입하며, 승정원 같은 궐내각사 관청이 있다.
- 조정 : 의정부, 의금부 이조, 호조 등의 중앙 관청 공간이다. 각 관청 화면에는 관청의 역사, 연혁 자료가 있다.
- 한성부 및 팔도 : 일반 백성이 활동하는 공간이다. 지역 관청(감영), 교육기관(서당), 소모임(단체) 등이 있으며, 각 지역에 대한 자료 페이지가 있다.

## 연혁
- 2000년 8월 15일, 사이트 개설
- 2000년 10월 14일, 도메인 www.1392.org 연결
- 2000년 12월 13일, 정보통신윤리위원회[1] 선정 청소년권장사이트 지정
- 2001년 12월 10일, 제3회 조선일보인터넷대상 자유부문 대상
- 2005년 1월 19일, 사이트 리뉴얼

## 기타
- 대한제국 황실 관련 민간 단체인 우리황실사랑회는 사이버 조선왕조 내에서 시작된 소모임에서 비롯되었다.[2]
- 광해군을 인터넷 공간에서 혜종으로 복위하는 사업이 사이트 내에서 진행되었다.[3]
- 만25세 이하 연령자를 대상으로 하는 '사이버 대한제국'(www.1392.net)이 2002년부터 2011년까지 서비스되었다.